# Leopold Cohn
Leopold Cohn (* 14. Januar 1856 in Zempelburg, Westpreußen; † 18. November 1915 in Breslau) war ein deutscher Klassischer Philologe und Bibliothekar.

## Lebenslauf
Leopold Cohn stammte aus einer jüdischen Familie. Seine Eltern waren Heimann Cohn und Lina geb. Kroll, sein älterer Bruder war der Rabbiner Joseph Cohn (1850–1948), der 1933 nach Palästina auswanderte und in Jerusalem starb.
Leopold Cohn besuchte die Volksschule in Zempelburg und von 1866 bis 1873 das Gymnasium in Kulm, das damals von Adalbert Łożyński geleitet wurde, einem bekannten Philosophiehistoriker. Nach der Reifeprüfung immatrikulierte sich Cohn im Wintersemester 1873/74 an der Universität Breslau und studierte Klassische Philologie und Geschichte. Zu seinen akademischen Lehrern zählten der Geografiehistoriker Karl Neumann, dessen historischem Seminar Cohn zwei Semester lang angehörte, und die Philologen Richard Foerster, Martin Hertz, Arthur Ludwich, August Reifferscheid und August Rossbach. Die meiste Anregung empfing Cohn von Hertz und Reifferscheid, die als Ritschl-Schüler eine vorwiegend sprachlich-philologische Schulung vermittelten. Während des Studiums wurde er Mitglied des Philologischen Vereins Breslau im Naumburger Kartellverband.
Seinen Lebensunterhalt bestritt Cohn schon seit seiner Gymnasialzeit fast ausschließlich aus Privatstunden. Dennoch widmete er sich im Studium energisch wissenschaftlichen Projekten und fasste die akademische Laufbahn als Berufsziel ins Auge. Auf Reifferscheids Vorschlag bearbeitete er 1876 die Preisaufgabe der Philosophischen Fakultät über die von Eustathios in seinen Homer-Scholien zitierten Autoren (Auctores ab Eustathio in scholiis Homericis adhibiti indagentur) und gewann den Fakultätspreis. Mit dieser Arbeit, die er Reifferscheid widmete, wurde Cohn am 14. Dezember 1878 zum Dr. phil. promoviert. Im folgenden Jahr legte er die Staatsprüfung für das höhere Lehramt ab, trat jedoch nicht in den Schuldienst ein.
In den folgenden Jahren vertiefte sich Cohn weiter in die antike und byzantinische Homerphilologie. Er veröffentlichte mehrere Quellenstudien zu Eustathios’ Kommentaren und habilitierte sich am 26. April 1884 an der Universität Breslau im Fach Klassische Philologie. Seine Habilitationsschrift (über die Quellen der Platon-Scholien) war Reifferscheid und Hertz gewidmet. Bei der Verteidigung der Arbeit am 20. März 1884 waren seine Studienfreunde Georg Wissowa und Julius Brzoska als Opponenten aufgetreten. In den folgenden Jahren unternahm Cohn mehrere Reisen, um griechische Handschriften zu untersuchen. 1886 bereiste er zu diesem Zweck ein Jahr lang Frankreich und Italien. Dabei sammelte er nicht nur reiches Material für seine Studien, sondern entwickelte sich auch zum Experten für griechische Paläographie und Kodikologie. Im Frühjahr 1888 beauftragte das preußische Kultusministerium ihn mit der Revision des Handschriftenkatalogs der Paulinischen Bibliothek in Münster (heute Universitäts- und Landesbibliothek Münster), den Joseph Staender erstellt hatte. Cohn überprüfte, korrigierte und ergänzte Staenders Angaben im Sommer 1888 in wochenlanger konzentrierter Arbeit. Zusammen mit Wilhelm Studemund, Reifferscheids Lehrstuhlnachfolger in Breslau, bereitete Cohn im Sommer 1889 den Katalog der griechischen Handschriften der Meermann-Sammlung an der Königlich Preußischen Bibliothek zu Berlin vor, der 1890 erschien.
In das Jahr 1888 fiel auch ein Schlüsselereignis in Cohns wissenschaftlicher Laufbahn: Er gewann den Preis der Charlottenstiftung für Klassische Philologie, die eine Neuausgabe von Philons Schrift De opificio mundi ausgelobt hatte. Die Kommission der Preußischen Akademie der Wissenschaften sah sich wegen der Qualität eingereichten Arbeiten veranlasst, den Preis zu teilen: Cohn erhielt einen Nebenpreis, der Berliner Gymnasiallehrer Paul Wendland den Hauptpreis, der in einem vierjährigen Stipendium bestand. Die Preisaufgabe wurde für beide Gewinner zur Lebensaufgabe: Cohn und Wendland taten sich zusammen, um gemeinsam eine kritische Ausgabe aller Schriften Philons zu schaffen.
Trotz aller Erfolge blieben Cohns Hoffnungen auf eine akademische Karriere vergeblich, was einerseits mit seiner zurückhaltenden Persönlichkeit zusammenhing, andererseits mit der damals üblichen Diskriminierung der Juden im preußischen Staatsdienst. Die Bemühungen Wilhelm Studemunds, ihm eine außerordentliche Professur zu verschaffen, zerschlugen sich nach dessen Tod am 8. August 1889. So trat Cohn im Oktober 1889 in den wissenschaftlichen Bibliotheksdienst ein, behielt aber seine Lehrtätigkeit als Privatdozent bei. Am 23. Dezember 1897 erhielt er von der Philosophischen Fakultät den Professorentitel, 1902 wurde er zum Oberbibliothekar befördert. Von 1906 bis 1909 war Wendland (als Ordinarius) vorübergehend sein Kollege. Beide starben im Herbst 1915.
Cohns Nachlass befindet sich in der Staatsbibliothek zu Berlin.

## Schriften (Auswahl)
Über griechische Literatur:
- Quaestiones Eustathianae. Breslau 1878 (Dissertation)
- De Aristophane Byzantio et Suetonio Tranquillo Eustathi Auctoribus, Leipzig, 1881
- Untersuchungen über die Quellen der Plato-Scholien, Leipzig, 1884
- De Heraclide Milesio Grammatico, Berlin, 1884
- Zu den Paroemiographen, Breslau, 1887
- Zur Handschriftlichen Ueberlieferung, Kritik und Quellenkunde der Paroemiographen, Leipzig, 1892.

Über jüdische Literatur:
- Philonis Alexandrini libellus De opificio mundi. Breslau 1889
- Philonis Alexandrini Opera quae supersunt (mit Paul Wendland)